# Kevin van Veen
Kevin van Veen (Eindhoven, 1º giugno 1991) è un calciatore olandese, attaccante del St. Mirren in prestito dal Groningen.

## Carriera
Ha giocato nella massima serie olandese con il Cambuur, dove ha collezionato 12 presenze e una rete, ed in quella scozzese con il Motherwell.

## Palmarès

### Individuale
- Capocannoniere del Football League Trophy: 1

2019-2020 (5 reti, alla pari con Tristan Abrahams)